# Kenneth Carlsen
Kenneth Carlsen (ur. 17 kwietnia 1973 w Kopenhadze) – duński tenisista, reprezentant w Pucharze Davisa, olimpijczyk.

## Kariera tenisowa
Treningi rozpoczął jako 9-latek. Był czołowym juniorem świata, w rankingu sezonu 1991 sklasyfikowano go na 3. miejscu. Od 1992 roku do 2007 roku występował jako tenisista zawodowy. Już w swoim czwartym turnieju w cyklu ATP World Tour doszedł do finału, w Brisbane, przegrywając z Guillaume'em Raoux. W 1993 roku jako pierwszy Duńczyk w erze open awansował do czołowej pięćdziesiątki rankingu światowego. W czerwcu tegoż roku zajmował 41. miejsce na świecie, najwyższe w karierze.
Pierwsze zwycięstwo turniejowe odniósł w 1998 roku w Hongkongu, pokonując w finale Byrona Blacka. Był to pierwszy singlowy tytuł dla Danii w erze open. W 1999 roku Carlsen awansował do finału w Newport. Cały sezon 2000 stracił ze względu na kontuzję i na korty powrócił w czerwcu 2001 roku. W 2002 roku wygrał turniej w Tokio, po finale zagranym przeciwko Magnusowi Normanowi, a w 2005 roku triumfował w zawodach w Memphis, pokonując w finale Maksa Mirnego.
W deblu duński tenisista w przeciągu całej kariery osiągnął trzy finały z cyklu ATP World Tour, w 1997 roku w Kopenhadze, w 1998 roku w Taszkencie i w 2006 roku w Pekinie. W Kopenhadze grał w parze z Frederikiem Fetterleinem, w Taszkencie ze Sjengiem Schalkenem, a w Pekinie z Michaelem Berrerem. W deblu najwyższą pozycję Carlsen zajmował w kwietniu 2004 roku, nr 134.
W Pucharze Davisa Carlsen zadebiutował w 1992 roku i jesienią tego roku przyczynił się do awansu Danii do najwyższej grupy rozgrywek, grupy światowej. W barażu z Argentyną zdobył komplet punktów. W latach 1993–1995 Duńczycy przegrywali w I rundzie Pucharu Davisa, ale w barażach utrzymywali miejsce w grupie światowej, ostatecznie spadając do grupy I w 1996 roku (później nastąpił dalszy spadek). W ramach Pucharu Davisa Carlsen wygrał łącznie 40 spotkań, a 25 przegrał.
Carlsen dwa razy wystąpił na igrzyskach olimpijskich, w Barcelonie (1992) i Atlancie (1996). W Barcelonie odpadł w I rundzie z Goranem Prpiciem (wcześniej przechodząc eliminacje) w rywalizacji singlowej. W deblu również został wyeliminowany w I rundzie, przez parę Javier Frana–Christian Miniussi. Partnerem Carlsena był Frederik Fetterlein. W Atlancie doszedł do III rundy w grze pojedynczej, odpadając z MaliVaim Washingtonem. W grze podwójnej razem z Frederikiem Fetterleinem ponownie został pokonany w I rundzie, przez Pablo Campanę i Nicolása Lapenttiego.

### Finały w turniejach ATP World Tour
| Nazwa                                                   |
| ------------------------------------------------------- |
| Wielki Szlem                                            |
| Igrzyska olimpijskie                                    |
| ATP Tour World Championships / Tennis Masters Cup       |
| ATP Masters Series                                      |
| ATP Championship Series / ATP International Series Gold |
| ATP World Series / ATP International Series             |

#### Gra pojedyncza (3–4)
| Końcowy wynik | Nr | Data                | Turniej   | Nawierzchnia    | Przeciwnik      | Wynik finału     |
| ------------- | -- | ------------------- | --------- | --------------- | --------------- | ---------------- |
| Finalista     | 1. | 4 października 1992 | Brisbane  | Twarda (hala)   | Guillaume Raoux | 4:6, 6:7(10)     |
| Finalista     | 2. | 17 marca 1996       | Kopenhaga | Dywanowa (hala) | Cédric Pioline  | 2:6, 6:7(7)      |
| Finalista     | 3. | 12 stycznia 1997    | Auckland  | Twarda          | Jonas Björkman  | 6:7(0), 0:6      |
| Zwycięzca     | 1. | 12 kwietnia 1998    | Hongkong  | Twarda          | Byron Black     | 6:2, 6:0         |
| Finalista     | 4. | 11 lipca 1999       | Newport   | Trawiasta       | Chris Woodruff  | 7:6(5), 4:6, 4:6 |
| Zwycięzca     | 2. | 6 października 2002 | Tokio     | Twarda          | Magnus Norman   | 7:6(6), 6:3      |
| Zwycięzca     | 3. | 20 lutego 2005      | Memphis   | Twarda (hala)   | Maks Mirny      | 7:5, 7:5         |

#### Gra podwójna (0–3)
| Końcowy wynik | Nr | Data             | Turniej   | Nawierzchnia    | Partner             | Przeciwnicy                           | Wynik finału  |
| ------------- | -- | ---------------- | --------- | --------------- | ------------------- | ------------------------------------- | ------------- |
| Finalista     | 1. | 16 marca 1997    | Kopenhaga | Dywanowa (hala) | Frederik Fetterlein | Andriej Olchowski Brett Steven        | 4:6, 2:6      |
| Finalista     | 2. | 20 września 1998 | Taszkent  | Twarda          | Sjeng Schalken      | Stefano Pescosolido Laurence Tieleman | 5:7, 6:4, 5:7 |
| Finalista     | 3. | 17 września 2006 | Pekin     | Twarda          | Michael Berrer      | Mario Ančić Mahesh Bhupathi           | 4:6, 3:6      |